# Lunda Sul
Lunda Sul is een provincie van Angola in het noordoosten van het land. De provincie grenst aan de Democratische Republiek Congo. De hoofdstad van de provincie is Saurimo.
Lunda Sul werd een provincie in 1975 toen de provincie Lunda gescheiden werd in Lunda Norte en Lunda Sul.
De ondergrond van Lunda Sul is rijk aan diamanten.

## Gemeenten
- Cacolo
- Saurimo
- Dala
- Muconda

## Economie
- Landbouw: rijst, cassave, maïs en bonen.
- Delfstoffen: diamant, magnesium en ijzer.
- Industrie: houtkap en bouwmaterialen.